# UFC Fight Night: Magny vs. Ponzinibbio
UFC Fight Night: Magny vs. Ponzinibbio (também conhecido como UFC Fight Night 140) foi um evento de MMA produzido pelo Ultimate Fighting Championship no dia 17 de Novembro de 2018, no Estádio Mary Terán de Weiss, em Buenos Aires. Este foi o primeiro evento na história do Ultimate a ser realizado na Argentina.

## Bônus da Noite
Os lutadores receberam $50.000 de bônus:
- Luta da Noite:  Laureano Staropoli vs.  Hector Aldana
- Performance da Noite:  Santiago Ponzinibbio e  Johnny Walker